# NGC 241
NGC 241 (ook wel NGC 242 of ESO 29-SC6) is een open sterrenhoop in de Kleine Magelhaense Wolk in het sterrenbeeld Toekan.
NGC 241 werd op 12 augustus 1834 ontdekt door de Britse astronoom John Herschel.